# Bitchfield Tower
Bitchfield Tower eller West Bitchfield Tower er en middelalderligt pele tower nær Belsay, Northumberland, England.
Tårnet, der er i tre etager med krenelering, blev opført i 1400-tallet af Middleton-familien, der solgte det til Harbottle-familien i 1502. Marjorie Harbottle, der var arving til ejendommen, blev gift med Sir John Fenwick fra Fenwick Tower og i 1529, og de overdrog Bitchfield til deres anden søn, Roger Fenwick. I 1622 opførte Robert Fenwick en ny herregård i forbindelse med tårnet:og en datosten i denne bygning er mærket 'RF 1622 JF'.
Østlængen blev tilføjet af Caroë og Lord Gort i 1935.
Det har værte en listed building af første grad siden august 1952.